# Світловий конус

Схематичене зображення світлового конуса. Точка А - точка спостерігача, точка В - одна з точок абсолютного майбутнього, точка С - сучасна подія щодо спостерігача в одній із інерційних систем відліку

Світловий конус визначається у чотиривимірному просторі-часі подій рівнянням 
{\displaystyle x^{2}+y^{2}+z^{2}-c^{2}t^{2}=0},
де c — швидкість світла, t — час, x,y,z - просторові координати. 
Світловий конус розділяє усі просторово-часові інтервали на дві категорії — часоподібні й простороподібні, а всі часоподібні події розділяються на абсолютне майбутнє й абсолютне минуле.
Кожна подія відбувається в певний час і в певній точці. Час події й координати місця, де вона відбулася залежать від вибору системи відліку. Навіть в тому випадку, коли спостерігач зв'язує систему відліку із собою, згідно з основними положеннями загальної теорії відносності час і віддаль залежать від швидкості руху спостерігача. 
Попри це, події можна розділити на майбутнє, минуле й  сучасне. Границя цього розділу проходить по світловому конусу. Світловий конус не залежить від вибору системи координат, тобто від швидкості руху спостерігача. 
Інтервал між подіями називається простороподібним,  якщо 
{\displaystyle (x_{1}-x_{2})^{2}+(y_{1}-y_{2})^{2}+(z_{1}-z_{2})^{2}-c^{2}(t_{1}-t_{2})^{2}>0}.
Якщо дві події простороподібні, то існує така інерційна система координат, у якій вони відбуваються одночасно. 
Інтервал між подіями називається часоподібним, якщо
{\displaystyle (x_{1}-x_{2})^{2}+(y_{1}-y_{2})^{2}+(z_{1}-z_{2})^{2}-c^{2}(t_{1}-t_{2})^{2}<0}.
Якщо інтервал між подіями часоподібний, то існує система відліку, в якій вони відбуваються в одній точці простору. У цьому немає нічого дивного. 
Досить зв'язати систему відліку зі спостерігачем, який рухається від однієї події до іншої. Проте спостерігач не може рухатися швидше за світло, тож певні далекі події все ж відбуваються у різних місцях у будь-якій системі відліку.
Часоподібні інтервали розбиваються на абсолютне минуле й абсолютне майбутнє в залежності від знаку {\displaystyle t_{1}-t_{2}}. 

## Зноски
1. ↑  Feynman, Leighton та Sands, 1963, 17-3 Past, present, and future.